# Лог (Волгоградская область)
Лог — село в Иловлинском районе Волгоградской области России. Административный центр Логовского сельского поселения. В 1960—2006 посёлок городского типа.

## География
Село находится в 30-ти км к северу от административного центра района — посёлка Иловля на федеральной автодороге Р-22 Каспий.

## История
Основан в конце XIX века как хутор при железнодорожной станции Лог Грязе-Царицынской железной дороги. Название станция получила, очевидно, от рельефа местности. В 1906 году при станции был построен вокзал. Были построены жилые казармы для начальника станции, дорожно-ремонтного мастера, водокачка. Основным населением хутора были казаки. Постепенно вокруг станции стали селиться люди, так как она являлась важным объектом для товарообмена и торговли. Население хутора непрерывно росло за счет приезжих железнодорожных служащих, купцов и рабочего люда, а также казаков из близлежащих хуторов.
В 1960 году указом Президиума Верховного Совета РСФСР хутор Логовский преобразован в рабочий поселок Лог.
В 2006 г. преобразован в село.

## Население
| 1959 | 1970  | 1979  | 1989  | 2002  | 2009  | 2010  | 2021  |
| ---- | ----- | ----- | ----- | ----- | ----- | ----- | ----- |
| 3344 | ↗3583 | ↗3644 | ↘3475 | ↗3687 | ↗3733 | ↗3748 | ↘3687 |

## Известные уроженцы, жители
Андреев, Александр Александрович — инженер-конструктор изделия «Тополь».

## Инфраструктура
В селе есть средняя общеобразовательная школа и детский сад, дом культуры, абонентский отдел «ООО Газпром межрегионгаз Волгоград», «ООО Зори Поволжья» (Логовский консервный завод), отделение Сбербанка России. Неподалёку от села находится заброшенный военный аэродром Качинского ВВАУЛ «Лог».

## Достопримечательности
- Храм святых апостолов Петра и Павла